# Machelen
Machelen ist eine Gemeinde im Arrondissement Halle-Vilvoorde in der Provinz Flämisch-Brabant (Region Flandern) in Belgien.
Bürgermeister ist Marc Grootjans.
In der Teilgemeinde Diegem liegt der Sitz der EURid-Organisation.

## Geographie
Die Gemeinde liegt etwa 9 km nordöstlich von Brüssel am Autobahnring R0 (Ring um Brüssel). Sie hat eine Einwohnerzahl von 16.576 (Stand 1. Januar 2024) und eine Fläche von 11,59 km². Die Fläche von Machelen beträgt 6,1 km², die der zugehörigen Teilgemeinde Diegem zusätzlich 5,5 km².

## Geschichte
847 bestätigt der westfränkische Herrscher Karl der Kahle den Mönchen des nordfranzösischen Klosters Saint-Amand Besitz in Mageleno, das die Herausgeber des Urkundenverzeichnisses "Regnum Francorum online" mit Machelen gleichsetzen (RFO D_Charles_II, 092). Ein weiteres Mal wird Machelen 1179 als Machala urkundlich erwähnt. Die heutige Gemeinde entstand 1977 aus der Zusammenführung der Gemeinden Machelen und Diegem.

## Persönlichkeiten
- Gilbert Van Binst (1951–2025), Fußballspieler und -trainer

## Weblinks

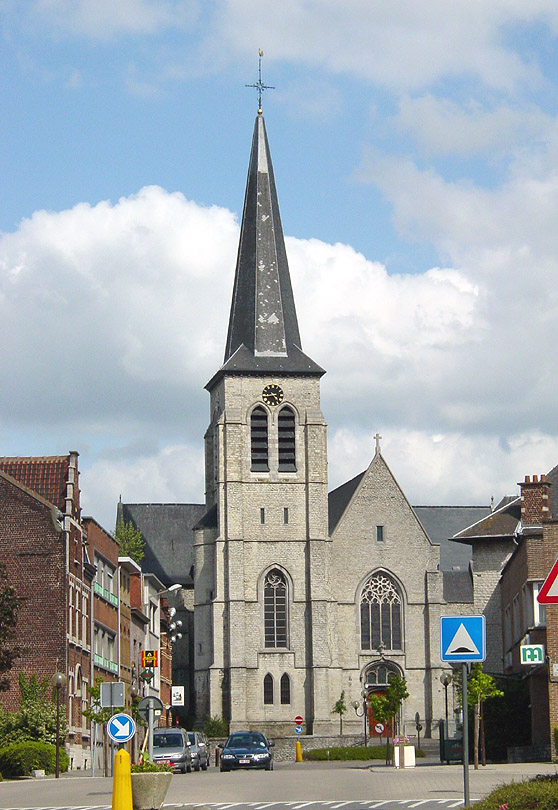
St. Gertrudiskirche

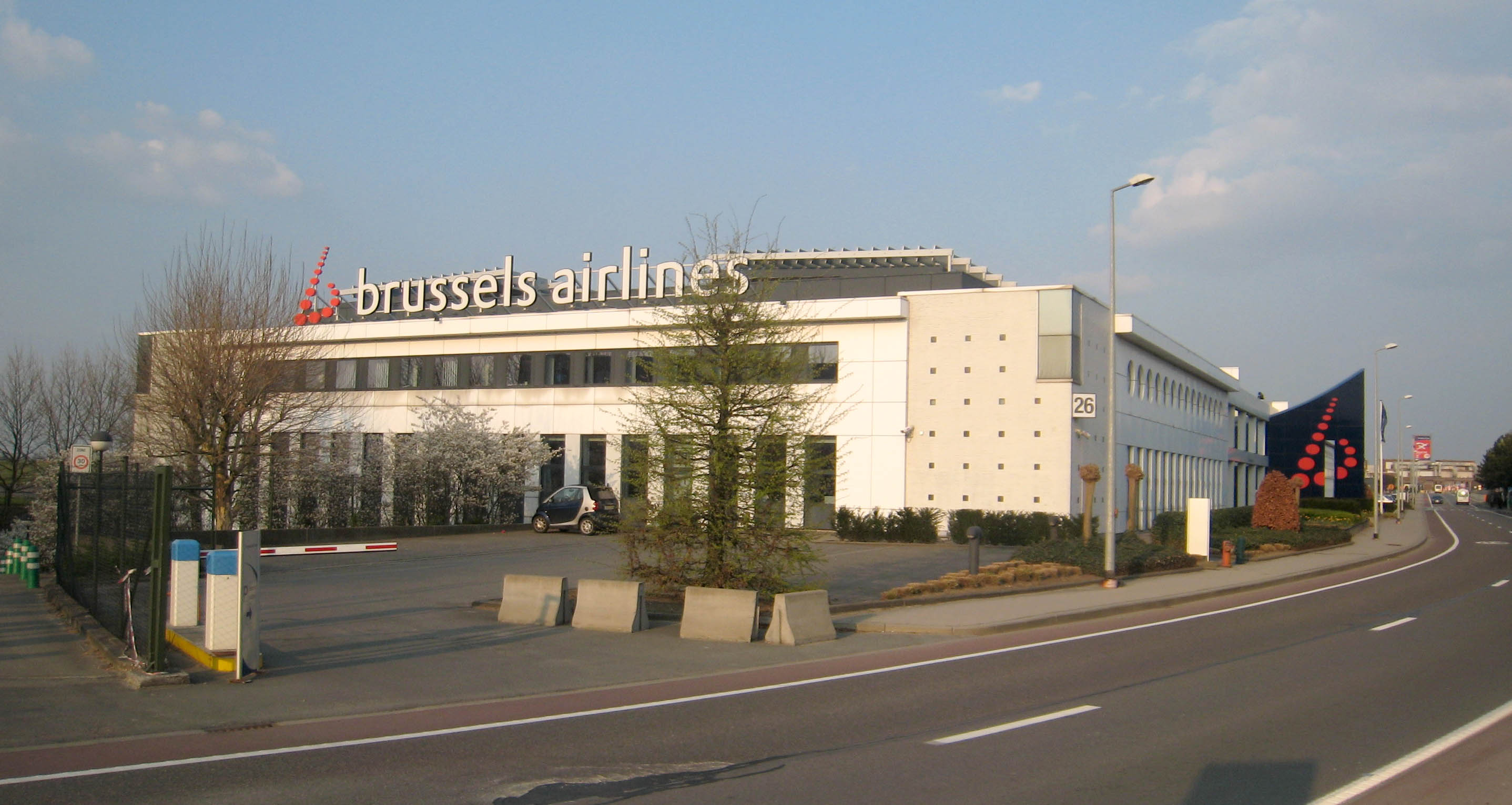
b.house, der Sitz von Brussels Airlines

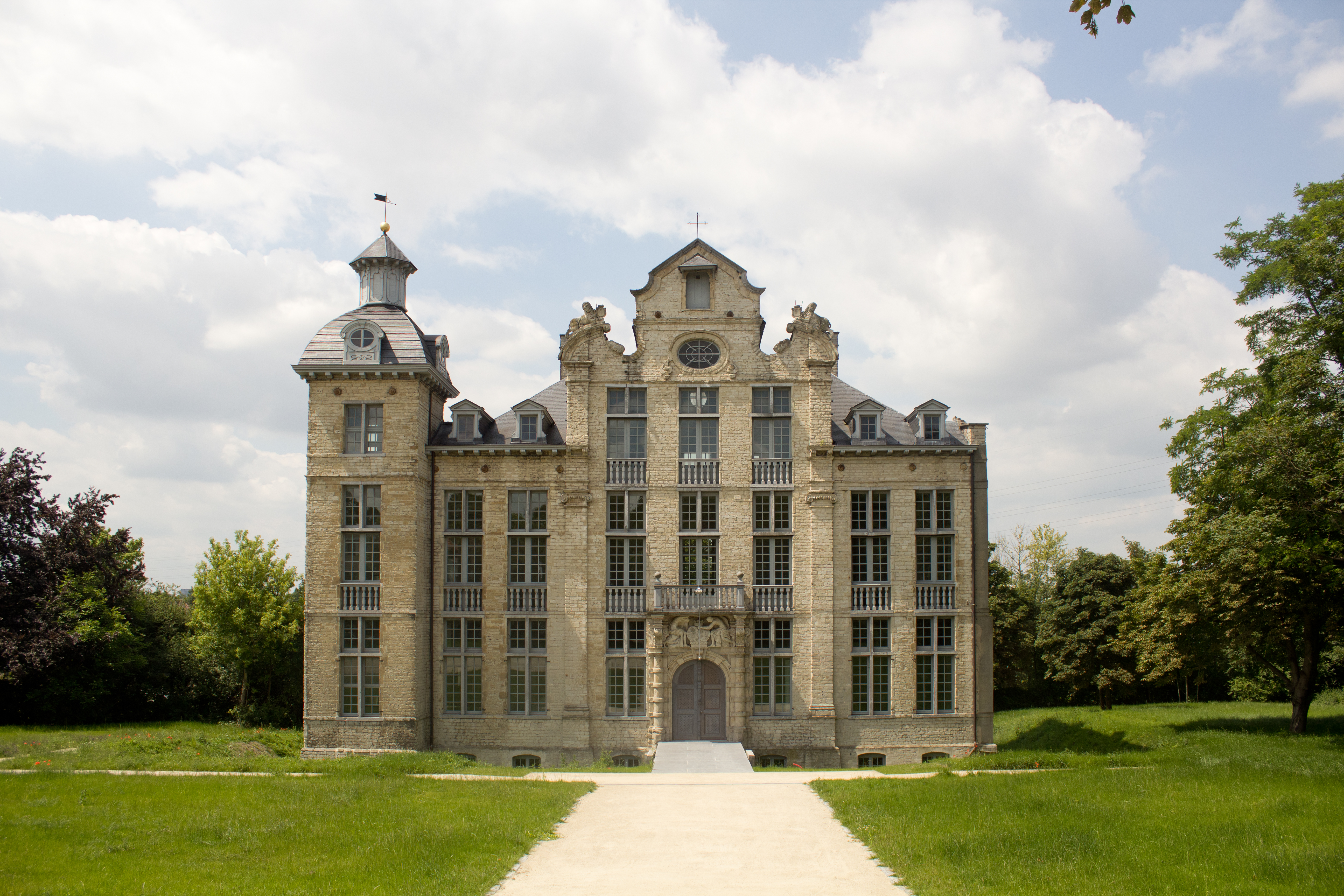
Schloss Beaulieu, errichtet ab 1652 durch Lamoral II. von Taxis